# Stimula swinhoei
Stimula swinhoei är en fjärilsart som beskrevs av Henry John Elwes och Edwards 1897. Stimula swinhoei ingår i släktet Stimula och familjen tjockhuvuden. Inga underarter finns listade i Catalogue of Life.